# لفظ هجين

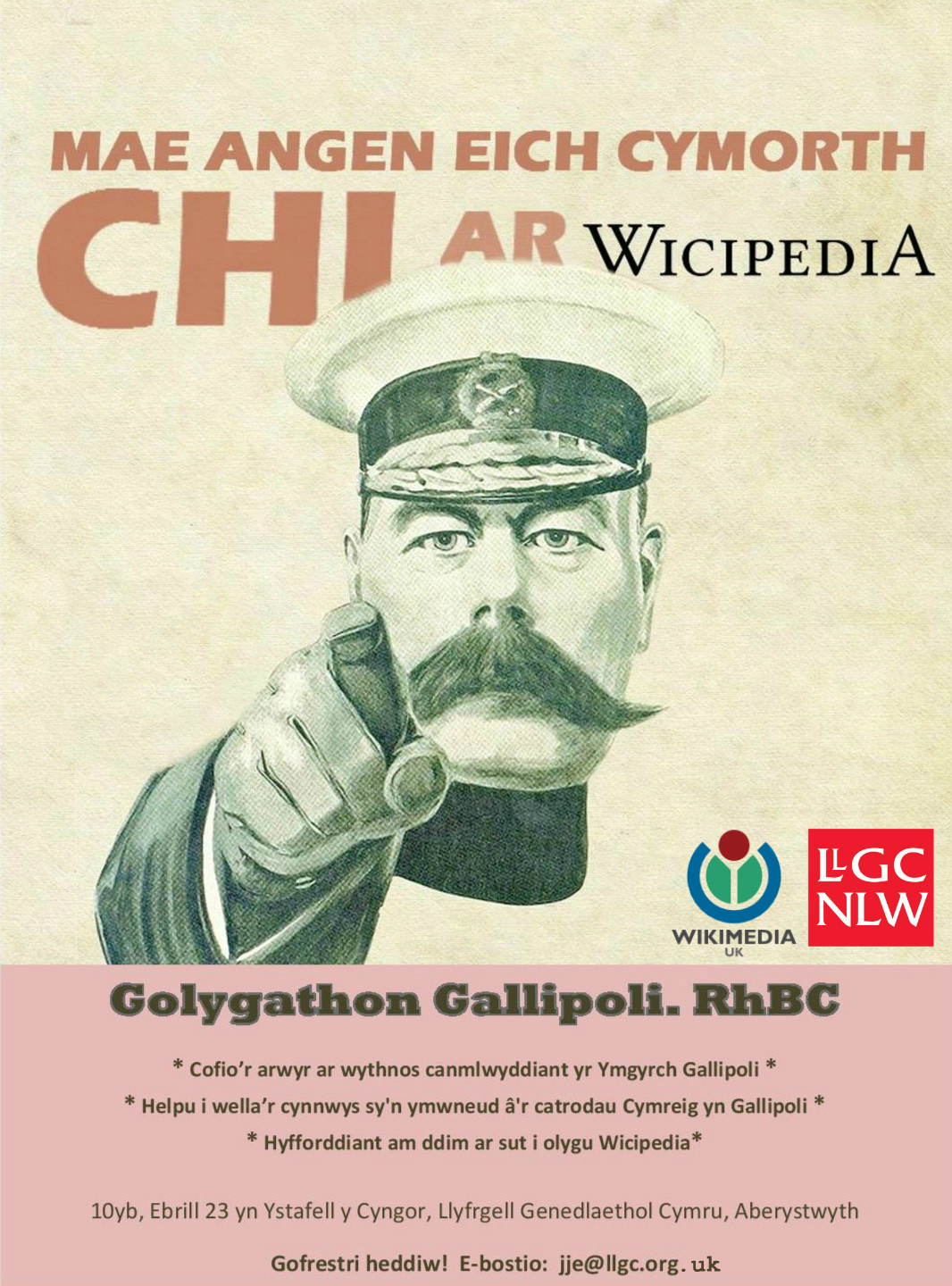
ملصق تحرير جاليبولي باللغة الويلزية

تكون كلمة هجينة (بالألمانية: Bastardwort) في اللغة إذا ركبت من جزئين لكليهما أصل في لغة معينة تخالف اللغة التي يتأصل منها الجزء الآخر. مثلا كأن يكون أحد شقيها رومي الأصل والآخر ذا أصل يوناني؛ وتسمى مثل هذه الكلمة المخلوطة من هتين اللغتين «الكلمات الكميرية»، نسبة إلى كلمة Χίμαιρα اليونانية.

## أمثلة

### أردوية
- نامکمل صفة مركبة من «نا» الفارسية التي تفيد النفي، و«مكمل» العربية.[1] وتعني تلك الكلمة الشيء الناقص غير التام.
- خلفشار مركبة من «خل» المخففة من «خلل» بالعربية، ومن «فشار» بالفارسية أي الضغط. ومعناها الخراب والاضطراب.[2]

### إنجليزية
- haphazard مركبة من hap ذات الأصل الإسكندنافي بمعنى الحظ، وhazard المشتقة من الفرنسية القديمة hasard التي تعني الحظ كذلك. وقيل أن الفرنسية إما جاءت من الأندلسية «الزهر azar» وإما من العربية «يَسَر» (الميسر).
- ابتدع جيمز جويس الأديب الإرلندي تفكيها منه في روايته Finnegans Wake تسع كلمات هجينة في كل واحدة منها مئة حرف وحرف. أشهر تلك الكلمات bababadalgharaghtakamminarronnkonnbronntonnerronntuonnthunntrovarrhounawnskawntoohoohoordenenthurnuk؛ كلمة فريدة معبرة عن رعدة سقوط الإنسان، ومركبة من كلمات تفيد معنى برق السماء في اللغات المختلفة؛ حيث تمكن ملاحظة كلمات مصحفة ومن بينها: كلمة tonner الفرنسية، kamminar من 雷 (kaminari؟) اليابانية، trova من trovão البرتغالية، donen مثل dunění التشيكية وDonnern الألمانية؛ وغيرها.
- إنترنت — مركبة في الإنجليزية من لفظين دخيل وأصيل: inter باللاتينية «بين» وnetwork بالإنجليزية «شبكة».

### إندونيسية
- prasejarah ترجمتها زمن ما قبل التاريخ، مركبة من جزئين: pra السنسكريتية التي تعني «قبل»، وsejarah المشتقة من كلمة «شجرة» العربية وتعني التاريخ. préhistorique الكلمة الفرنسية ذات المعنى نفسه هجينة كذلك: إذ أنها مركبة تركيبا مشابها، من præ الرومية وιστορία اليونانية.[3]

### عبرية
- מערביזציה كلمة عبرية محدثة مركبة من מַעֲרָב «مغرب» و-יזציה المضافة للدلالة على المصدر والمشتقة من -ization الكميرية المركبة هي الأخرى من -ιζ اليونانية و-atio الرومية.

### عربية
- جَيزخانة — كلمة عامية معربة من نحو كلمة gaz، و«خانة».[4]
- سلاحدار — من كلمة «سلاح» العربية و«دار» ضمير الامتلاك بمعنى «ذو» بالفارسية.
- شمعدان — مركبة من «شمع» العربية و«دان» الفارسية.
- مَيسوسن وهو شراب السوسن، مركب من «مي» بالفارسية أي الشراب و«سوسن» بالعربية.[5]
- نارمسك: اسم رمانة زاهرة ذات نورة،[6] مركب من «نار» الفارسية بمعنى الرمان و«مسك» المأخوذة من السنسكريتية.
- «قهرمان» كلمة الظاهر أنها مركبة من «قهر» العربية و«مان» الفارسية بمعنى صاحب ومالك.[7]
- قهوجي (kahveci) كلمة عامية مركبة من «قهوة» العربية و«جي» التركية العثمانية. ومثلها قِرْدَحْجي وعَرَبْجي وغيرهما.

### فارسية
- كلمة کارکره —كلك للفظ إرجُسفَيرَ "Έργοsphaera" الهجين كذلك— مركبة من «كار» الفارسية بمعنى العمل و«كرة» العربية أي الفلكة.[8]
- اَ‌ميرزا‌ده — اسم يقصد به في الأصل «ولد الأمير»، فإنه مركب من كلمة أمير العربية والكلمة الفارسية زاد بمعنى «ولد».